# Candicidin
Candicidin là một hợp chất chống nấm thu được từ Streptomyces griseus. Nó hoạt động chống lại một số loại nấm bao gồm Candida albicans. Candicidin được tiêm tĩnh mạch trong điều trị nấm candida âm hộ.
Hợp chất hoạt tính sinh học này được đặt tên là candicidin, vì hoạt tính cao của nó trên Candida albicans.